# A Tellada (Allariz)
A Tellada es un lugar situado en la parroquia de Meire, del concello de Allariz, en la provincia de Orense, Galicia, España.